# Estádio Ghazi
O Estádio Ghazi (Pashto: ورزشگاه غازی) (Persa: غازی لوبغالی) é um estádio multi-uso situado na capital do Afeganistão, Cabul. Foi construído durante o reinado do monarca Amanullah Khan, em 1923, e por isso o nome Ghazi que significa herói, pois ele venceu a Terceira Guerra Anglo-Afegã e obteve durante seu mandato a independência dos negócios exteriores de seu país perante ao Reino Unido.